# Clarkinella edithae
Clarkinella edithae är en stekelart som beskrevs av Mason 1981. Clarkinella edithae ingår i släktet Clarkinella och familjen bracksteklar. Inga underarter finns listade i Catalogue of Life.